# Хайредин (община)
Хайредин (болг. Община Хайредин) — община в Болгарии. Входит в состав Врачанской области. Население составляет 5508 человек (на 15 мая 2008 года).

## Состав общины
В состав общины входят следующие населённые пункты:
1. Ботево
2. Бырзина
3. Манастириште
4. Михайлово
5. Рогозен
6. Хайредин